# Kaiping
Kaiping (kinesisk: 开平区; pinyin: Kāipíng Qū) er et bydistrikt i bypræfekturet Tangshan i provinsen Hebei i Kina. Det har et areal på 232,42 kvadratkilometer og tæller 263.000 indbyggere (2002).